# Ołeh Sawkin
Ołeh Sawkin (ukr. Олег Савкін; ur. 2 czerwca 1965 w Baku) – ukraiński aktor filmowy, serialowy i teatralny.

## Życiorys
Pochodzi z rodziny z tradycjami wojskowymi. Jego dziadek ze strony matki, Jan Piątnicki, pochodził z Polski. W młodości uprawiał boks. W 1991 przyjechał do Polski, przez trzy miesiące pracował na budowie w Częstochowie.
W 1992 występował w musicalu Metro. Występuje w Teatrze Dramatycznym w Kijowie. Występował w polskich serialach Na dobre i na złe (2002) i Na Wspólnej (2008–2013). W 2007 zagrał w filmie Andrzeja Wajdy Katyń.
Był prezenterem pogody Pierwszego kanału Ukrainy. W 2008 uczestniczył w ósmej edycji programu rozrywkowego TVN Taniec z gwiazdami.

## Filmografia
- 2008-2013, od 2022: Na Wspólnej – Borys Orłow
- 2008: Антиснайпер
- 2007: Убийство в зимней Ялте – Prochorenko
- 2007: Три ночи – bohater
- 2007: Старики–полковники
- 2007: Смерть шпионам! – kapitan Hulamow
- 2007: Katyń – oficer NKWD
- 2006: Театр обреченных – kapitan Zwerew
- 2006: Тайна Святого Патрика
- 2005: Развод и девичья фамилия
- 2005: Банкирши
- 2003–2008: Адвокат
- 2003: Личная жизнь официальных людей
- 2003: Богдан – Zinowij Chmielnickij
- 2002: Леди Мэр – Łazariew
- 2002: Na dobre i na złe – Sergiej (gościnnie)
- 1995–1996: Остров любви
- 1994: Тигроловы
- 1993: Сад Гефсиманский – Andriej Czumak
- 1993: Приговор
- 1992: Венчание со смертью – porucznik NKWD Szczerbakow
- 1991: Чудо в стране забвения
- 1991: Два шага до тишины – porucznik Kniazew
- 1990: Меланхолический вальс
- 1990: Дальше полета стрелы
- 1990: Война на западном направлении